# 55 Cancri d
55 Cancri d (viết tắt là 55 Cnc d), tên chính thức là Lipperhey (/ˈlɪpərhiː/), là một ngoại hành tinh quay quanh sao giống Mặt Trời 55 Cancri A.  55 Cancri d là hành tinh thứ năm và là hành tinh ngoài cùng trong hệ hành tinh 55 Cancri, với khoảng cách giữa hành tinh này và sao chủ tương tự khoảng cách giữa Sao Mộc và Mặt Trời. 55 Cancri d được phát hiện vào ngày 13 tháng 6 năm 2002.

## Phát hiện
Giống như phần lớn các ngoại hành tinh đã biết vào thời điểm đó, 55 Cancri d được phát hiện bằng cách quan sát sự thay đổi vận tốc xuyên tâm của sao chủ. Vào thời điểm được phát hiện, 55 Cancri A đã biết là được một hành tinh quay quanh (55 Cancri b).